# Hautes-Alpes
Hautes-Alpes (05; Occitaans: Auts Aups; "Hoge Alpen") is een Frans departement, gelegen in de regio Provence-Alpes-Côte d'Azur, aan de Italiaanse grens. De prefectuur is Gap.

## Geschiedenis
Het departement was een van de 83 departementen die werden gecreëerd tijdens de Franse Revolutie, op 4 maart 1790 door uitvoering van de wet van 22 december 1789. Het werd gecreëerd met het zuidoostelijk deel van de Dauphiné. Het draagt de naam "Hoge Alpen" omdat, in 1790, de hoogste toppen van Frankrijk zich in dit departement bevonden: het Pelvouxmassief (4.102 m). Tegelijkertijd werden het departement Basses-Alpes gecreëerd (vandaag Alpes-de-Haute-Provence).
Twee jaar later, in 1792, zou het hertogdom Savoye geannexeerd worden, waardoor de Mont Blanc in Franse handen kwam, maar de naam van het departement "Hautes Alpes" zou niet meer veranderen. In 1793 zou ook het departement Alpes-Maritimes ontstaan, na de annexatie van Nice.

## Geografie
Hautes-Alpes is omgeven door de departementen Alpes-de-Haute-Provence, Drôme, Isère en Savoie alsook door Italië.
Het is een zeer bergachtig departement. Van alle Franse departementen heeft het de hoogste gemiddelde hoogte boven de zeespiegel, boven de 1.000 m. Het hoogste punt ligt op 4.101 meter. Slechts drie agglomeraties geven zich echt uit als steden, namelijk Gap, Briançon en Embrun (tot 1926 onderprefectuur).
Men vindt er op een hoogte van 2.042 meter het dorp Saint-Véran, het hoogst gelegen dorp van Frankrijk. Daarbij is Gap de hoogst gelegen prefectuur van Frankrijk, en Briançon de hoogst gelegen onderprefectuur.
Waterlopen: Durance, Buëch, Drac, Clarée, Séveraisse.
Hautes-Alpes bestaat uit twee arrondissementen:
- Briançon
- Gap

Hautes-Alpes bestaat uit 15 kantons.
- Kantons van Hautes-Alpes.

Hautes-Alpes bestaat uit 162 gemeenten.
- Lijst van gemeenten in het departement Hautes-Alpes

## Demografie
De inwoners van Hautes-Alpes noemt men Haut-Alpins (of Hauts-Alpins).
Het reliëf van Hautes-Alpes verklaart het lage aantal inwoners. Zijn bevolkingsaantal, dat bij de creatie van het departement reeds ongeveer 120.000 inwoners bedroeg, veranderde weinig in de loop van de 19e eeuw. Het passeerde lichtjes de 130.000 inwoners in het midden van de eeuw, zakte hierna vanwege plattelandsvlucht, maar bedroeg nog altijd meer dan 100.000 tot het begin van de Eerste Wereldoorlog, die de demografie van het departement grondig veranderde zoals overal in het land. De bevolking stagneerde ten slotte tussen 85.000 en 90.000 inwoners gedurende tientallen jaren. In de jaren 1960 begon de bevolking weer aan te groeien, dankzij een verbeterde economie door de ontwikkeling van het toerisme, van 87.436 inwoners in 1962 tot 140.916 in 2015. Op 1 januari 2022 had Hautes-Alpes 141.677 inwoners.  De stad Gap en de steden en dorpen van de belangrijkste valleien hebben geprofiteerd van deze vooruitgang, maar de ontvolking van de meest bergachtige zones werd hierdoor niet gecompenseerd.

### Demografische evolutie sinds 1962
| Naam         | Index 1962 | Index 1968 | Index 1975 | Index 1982 | Index 1990 | Index 1999 | Index 2008 | Index 2019 |
| ------------ | ---------- | ---------- | ---------- | ---------- | ---------- | ---------- | ---------- | ---------- |
| Hautes-Alpes | 100,0      | 105,0      | 111,3      | 120,2      | 129,6      | 138,9      | 153,5      | 161,6      |
| Frankrijk*   | 100,0      | 107,1      | 113,3      | 117,0      | 121,9      | 126,0      | 133,8      | 140,1      |

| Naam         | Inw./Km² 1962 | Inw./km² 1968 | Inw./km² 1975 | Inw./km² 1982 | Inw./km² 1990 | Inw./km² 1999 | Inw./km² 2008 | Inw./km² 2019 |
| ------------ | ------------- | ------------- | ------------- | ------------- | ------------- | ------------- | ------------- | ------------- |
| Hautes-Alpes | 15,8          | 16,5          | 17,5          | 18,9          | 20,4          | 21,9          | 24,2          | 25,5          |
| Frankrijk*   | 84,2          | 90,1          | 95,4          | 98,5          | 102,7         | 106,1         | 112,7         | 119,7         |

Frankrijk* = exclusief overzeese gebieden
Bron: Recensement Populaire INSEE - 1962 tot 1999 population sans doubles comptes, nadien Population Municipale

### De 10 grootste gemeenten in het departement
| Nr. | Gemeente               | Aantal inwoners (2022) |
| --- | ---------------------- | ---------------------- |
| 1   | Gap                    | 40.656                 |
| 2   | Briançon               | 10.748                 |
| 3   | Embrun                 | 6.387                  |
| 4   | Laragne-Montéglin      | 3.566                  |
| 5   | Veynes                 | 3.244                  |
| 6   | Chorges                | 3.106                  |
| 7   | La Bâtie-Neuve         | 2.611                  |
| 8   | Guillestre             | 2.286                  |
| 9   | L'Argentière-la-Bessée | 2.278                  |
| 10  | Tallard                | 2.272                  |

## Afbeeldingen

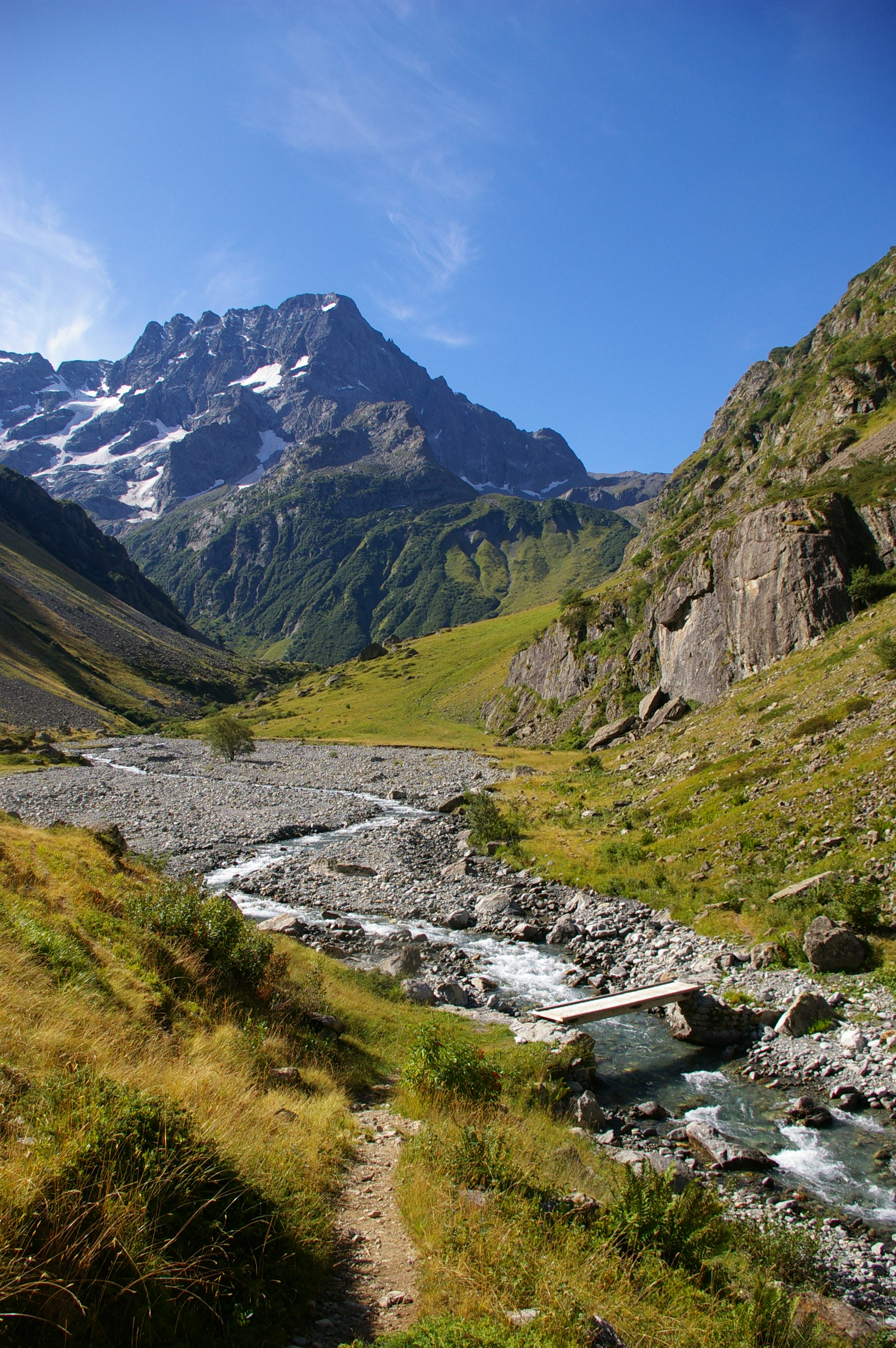
In het nationaal park Écrins
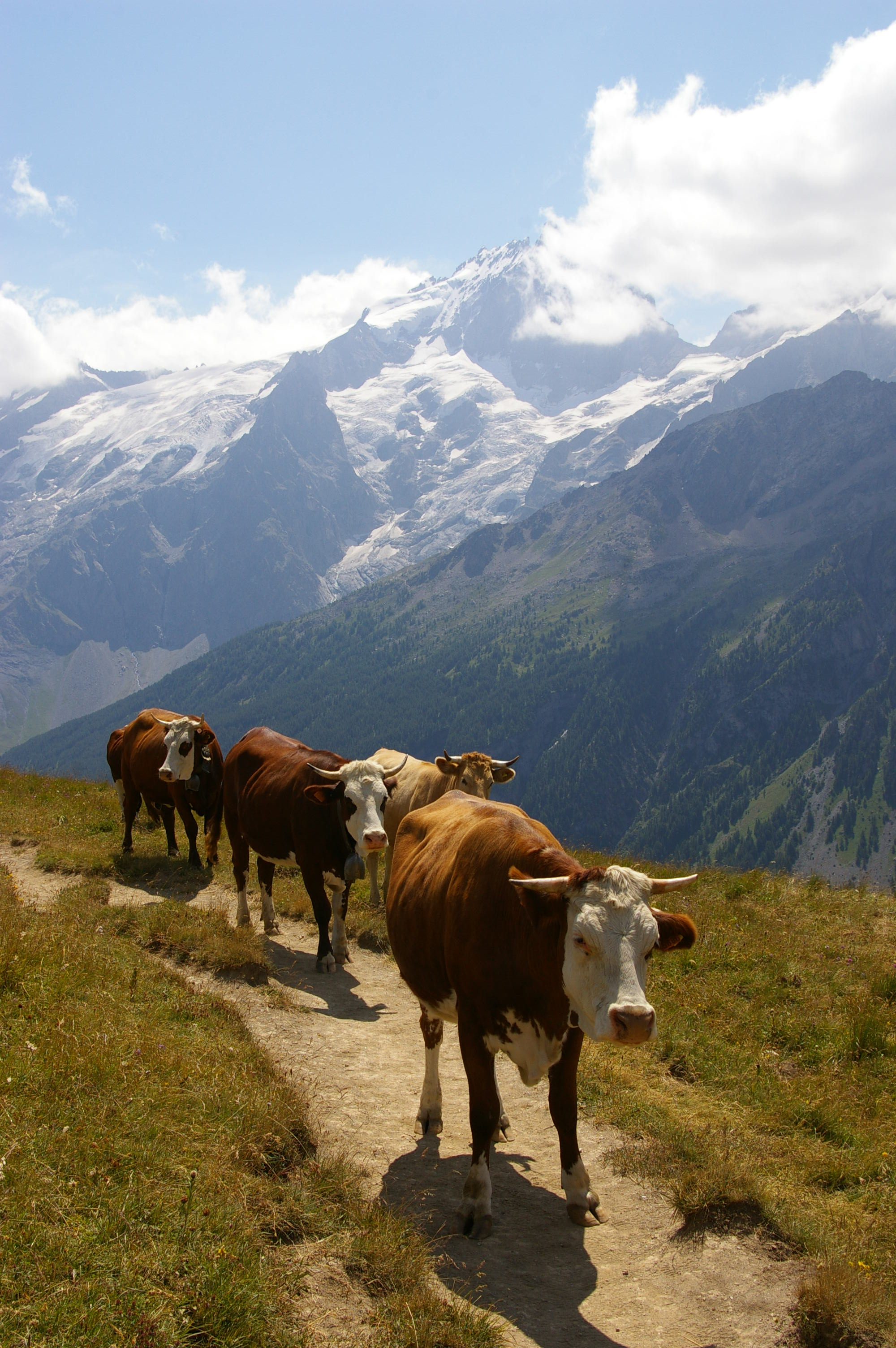
Op de GR54 met uitzicht op La Meije
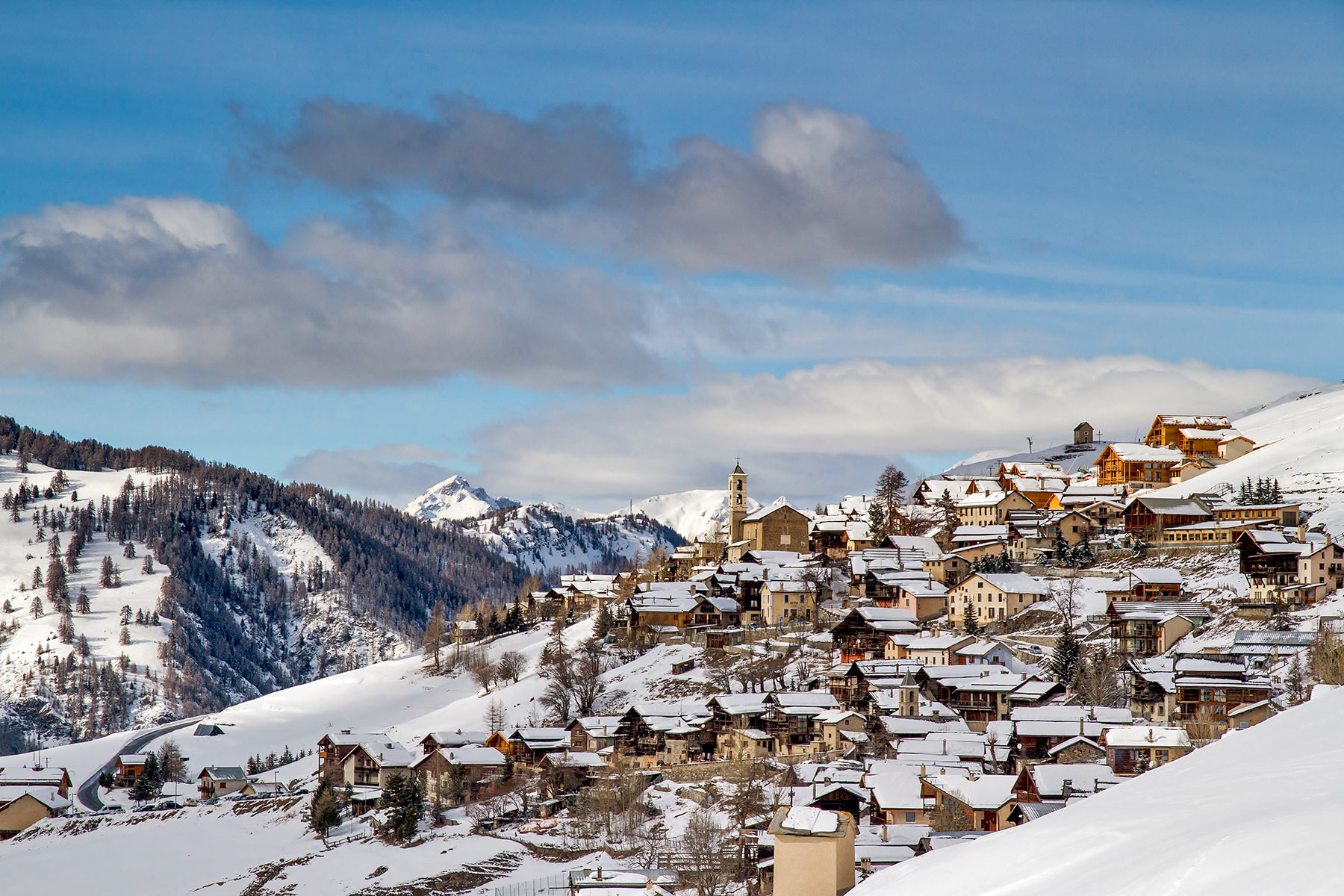
Saint-Véran
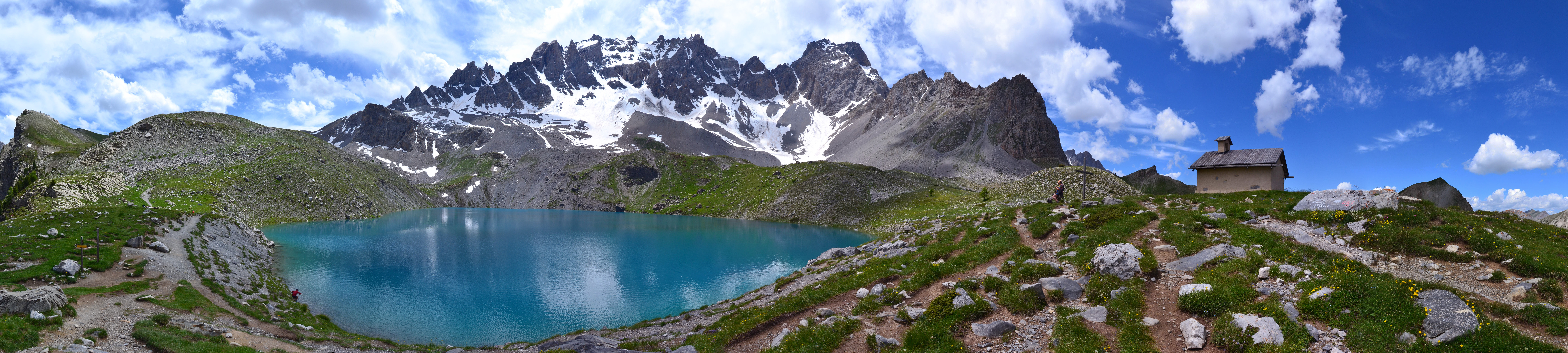
Bij Lac Sainte-Anne, op de Wandelroute GR5
Col du Galibier, op de grens met de Savoie
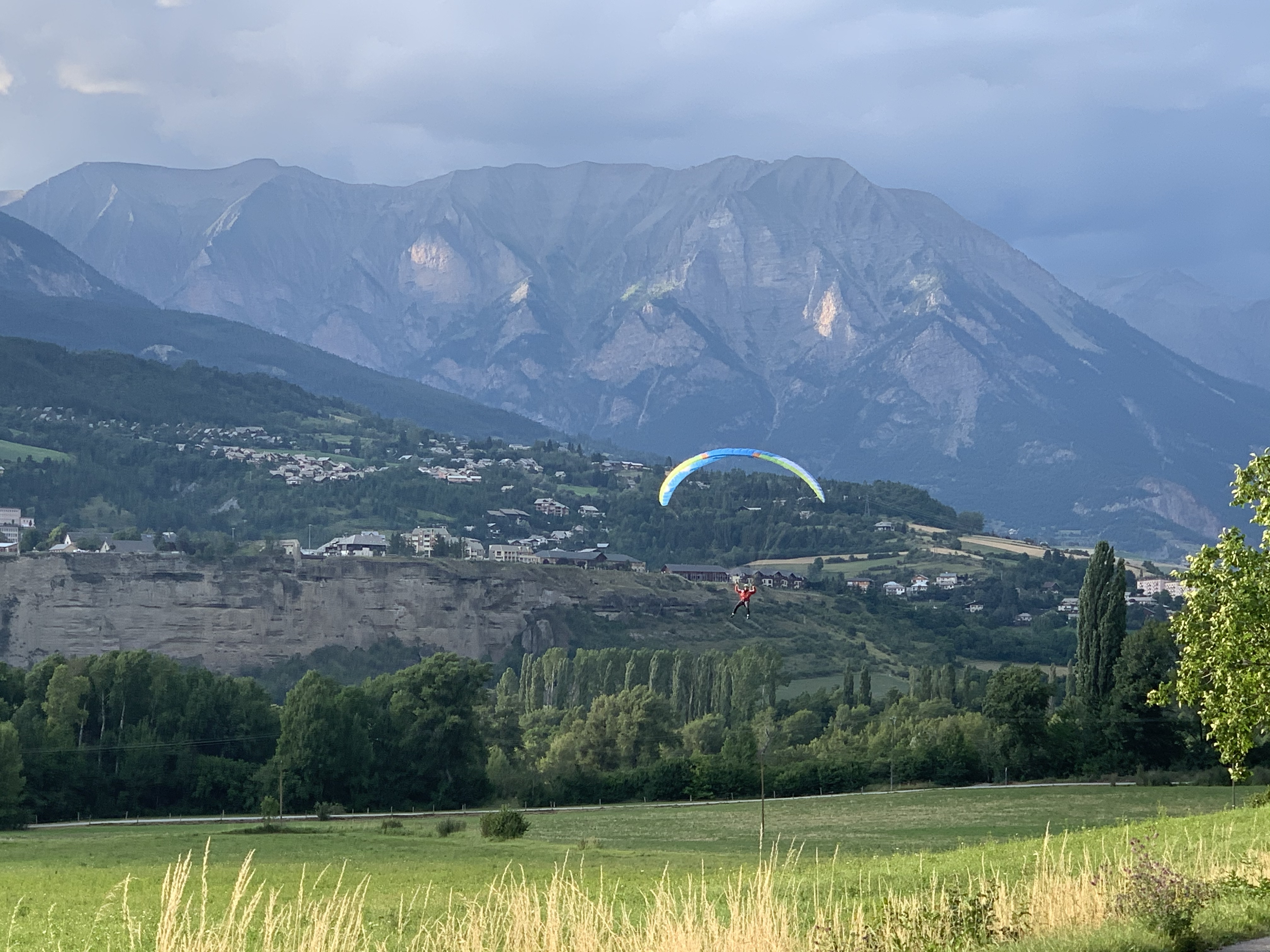
Parapenting bij Embrun
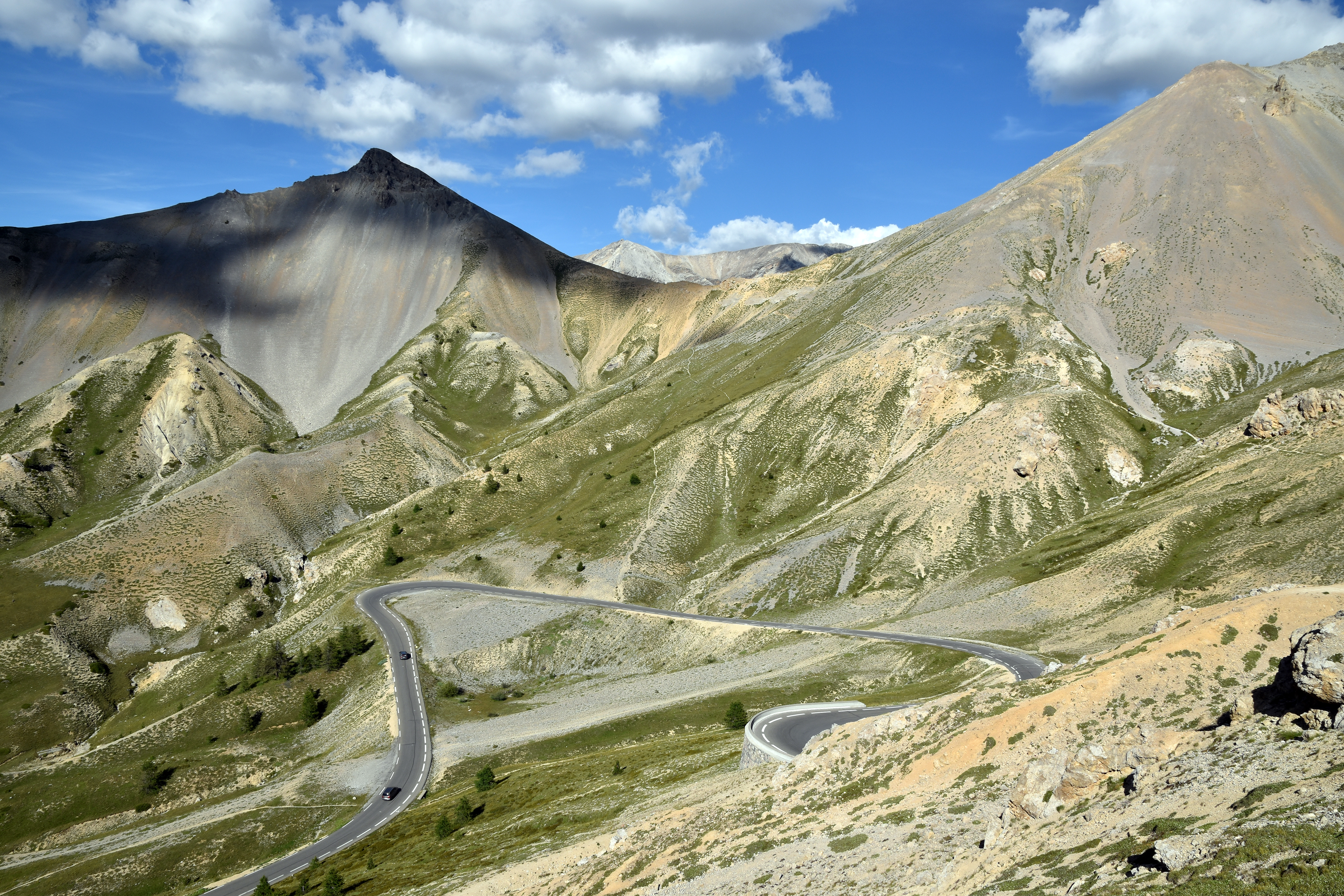
Col d'Izoard